# 安德魯·弗林托夫
安德魯·弗林托夫（英語：Andrew Flintoff；1977年12月6日—）是英國的一位電視主持人。他曾經是一位板球運動員，曾效力於蘭開夏郡板球俱樂部。自1998年開始，他是英格蘭國家板球代表隊的一員，並曾擔任英格蘭代表隊的隊長。2009年，他宣布退役。退役之後他展開了自己的時尚事業，並也成為一名電視節目主持人。

## 事故
- 2019年2月11日，弗林托夫在拍摄《Top Gear》节目时遭遇车祸，他在下雨天驾驶斯巴鲁货车冲出在曼斯菲爾德镇上搭建的临时赛道，并冲入旁边的路边摊位，所幸没有人受伤。[2]
- 2019年9月10日，弗林托夫在拍摄《Top Gear》节目时遭遇车祸事故，他在操控一台驾驶员头部在前的三轮摩托车进行直线加速赛时发生车祸，当时时速达到了124英里/小时。所幸弗林托夫本人没有受伤。
- 2022年12月13日，弗林托夫在拍摄《Top Gear》节目时再次遭遇车祸，由于驾驶的摩根超级3型（英语：Morgan Super 3）敞篷车没有气囊等保护措施，导致其面部严重骨折。[3]节目也暂停拍摄。2023年3月，《Top Gear》出品方BBC宣布停止节目拍摄并成立调查组对该事故进行调查，并向弗林托夫致歉。

## 外部連結
- Official Website （页面存档备份，存于）

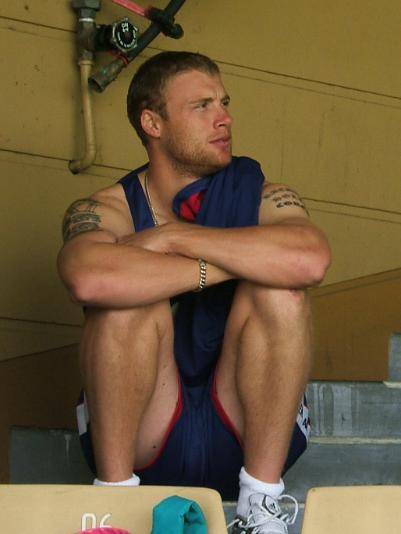
安德魯·弗林托夫

- Andrew Flintoff photos & statistics at sporting-heroes.net （页面存档备份，存于）
- Template:ESPNcricinfo
- Template:CricketArchive
- Roebuck, Peter. "Upwards, kicking and screaming Archive.today的存檔，存档日期2013-01-20." Cricinfo. 3 September 2008 (Retrieved 11 February 2009).
- Sporting Mavericks Hall of Fame Entry （页面存档备份，存于）
- 安德魯·弗林托夫在BoxRec的職業拳擊紀錄